# Prix Thibaud
Le Prix Thibaud, attribué par l'Académie des sciences, belles-lettres et arts de Lyon, distingue tous les deux  ans deux jeunes chercheurs, expérimentateurs ou théoriciens exerçant une activité rattachée à un laboratoire français et qui se sont particulièrement illustrés dans le domaine de la physique du noyau atomique, des particules ou des astroparticules.  Le prix est nommé en référence à Jean Thibaud, physicien nucléaire et fondateur de l'Institut de physique nucléaire de Lyon.

## Jury
Le jury est composé de personnalités scientifiques au rayonnement international reconnu. La version actuelle compte :
- Gabriel Chardin, Directeur de Recherche CNRS -  Laboratoire APC - Paris
- Guy Chanfray, Professeur Emérite à l’Université Claude-Bernard Lyon 1 – IP2I– Lyon. Rapporteur du prix Thibaud, membre de l’Académie des sciences, belles-lettres et arts de Lyon.
- Jacques Chevallier, Président 2024 de l’ l’Académie des sciences, belles-lettres et arts de Lyon.
- Johann Collot, Professeur à l'Université Grenoble-Alpes - LPSC- Grenoble.
- Nicole d'Hose, Directrice de recherche au DPhN (Département de Physique Nucléaire de l'Irfu), CEA/DRF.
- Francesca Gulminelli, Professeur à l'Université de Caen Normandie (UNICAEN), - LPC - Caen
- Sebastien Incerti, Directeur de recherche CNRS, Directeur adjoint scientifique IN2P3
- Frédérique Marion, Directrice de recherche CNRS, LAPP-Annecy
- Gilbert Moultaka, Chargé de recherche CNRS - Laboratoire Charles Coulomb Montpellier.
- Joseph Remillieux, Professeur honoraire à l'université Claude-Bernard Lyon 1 – IP2I - Lyon – Membre de l’Académie des sciences, belles-lettres et arts de Lyon.

## Les lauréats depuis 1963
- 2022 : Julien Billard, IP2I Lyon, Anthea Fantina, Grand accélérateur national d'ions lourds
- 2020 : Cédric Lorcé, CPHT Polytechnique, Guillaume Pignol, LPSC et Sarah Porteboeuf-Houssais, LP Clermont
- 2018 : Antoine Petiteau, APC et Sara Bolognesi, Irfu, CEA
- 2016 : Grégory Soyez, IphT, CEA et Etienne Testa, IPNL
- 2014 : Marco Cirelli, IPhT, CEA et Elias Khan, IPNO
- 2012 : Aurélien Barrau, LPSC, Sandrine Laplace, LPNHE et Jacques Marteau, IPNL
- 2010 : Nathalie Palanque-Delabrouille, CEA et Cédric Deffayet, APC
- 2008 : Annick Billebaud, LPSC et Dirk Zerwas, LAL
- 2006 : Christophe Grojean, CEA et Philippe Di Stefano, IPNL
- 2004 : Imad Laktineh, IPNL et Michael Punch, PCC
- 2002 : Bertram Blank, CENBG et Sylvie Rosier-Lees, LAPP
- 2000 : Marc Dejardin, CEA, Jean Yves Ollitrault, CEA et Olivier Drapier, IPNL
- 1997 : Johann Collot et Dominique Durand
- 1995 : Pierre Binetruy, Patrick Janot et Marc Winter
- 1993 : Guy Chanfray et Elisabeth Locci
- 1991 : Alain Blondel et Guy Wormser
- 1989 : Robert Barate et Vincent Pasquier
- 1987 : Daniel Froidevaux et Michèle Meyer
- 1985 : Joseph Remillieux et Michel Spiro
- 1983 : Bernard Julia
- 1981 : Eugène Cremmer et Jean-Michel Drouffe
- 1979 : Pierre Fayet et François Richard
- 1977 : Mary K. Gaillard et Bernard Vignon
- 1975 : Jean-Jacques Aubert et Jean-Eudes Augustin
- 1973 : Jean-Michel Combes, Philippe Salin et Joël Scherk
- 1971 : Gilles Cohen-Tannoudji et Pierre Petiau
- 1969 : Jean Marc Levy-Leblond et Georges Ripka
- 1967 : Charles Maisonnier
- 1965 : Edgar Elbaz et Roger Laverriere
- 1963 : Jean Roux